# Ерміт болівійський
Ермі́т болівійський (Phaethornis nattereri) — вид серпокрильцеподібних птахів родини колібрієвих (Trochilidae). Мешкає в Бразилії і Болівії.

## Опис
Довжина птаха становить 10 см, вага 2,3-3 г. Довжина крила становить 4,5 см, довжина хвоста 4,8 см, довжина дзьоба 2,3 см. Верхня частина голови тьмяна, темно-коричнева, спина бронзово-зелена, нижня частина спини, надхвістя і верхні покривні пера хвоста рудувато-коричневі. Через очі ідуть широкі чорнувато-коричневі смуги, над очима охристі "брови", нижня частина тіла охриста. Крила темно-фіолетово-коричневі, стернові пера бронзово-зелені, крайні стернові пера мають світло-рудувато-коричневі кінчики і края, центральні стернові пера мають білі кінчики. Дзьоб зверху чорний, знизу жовтий з чорним кінчиком, лапи світло-коричневі. Самці є дещо меншими за самиць, дзьоб у них більш вигнутий.

## Поширення і екологія
Болівійські ерміти поширені від східної Болівії до штатів Сеара і Мараньян на північному сході Бразилії. Вони живуть у вологих і сухих тропічних лісах, в саванах серрадо, каатинзі і галерейних лісах, на висоті до 500 м над рівнем моря. Живляться нектаром квітів, пересуваючись за певним маршрутом, а також доповнюють раціон дрібними комахами і павуками. Ведуть переважно осілий спосіб життя. На сході Бразилії сезон розмноження триває з листопада по квітень.